# Doddamale, Malur
Doddamale là một làng thuộc tehsil Malur, huyện Kolar, bang Karnataka, Ấn Độ.